# CR多様体
数学において、CR多様体（CRたようたい、英: CR manifold）とは，微分可能多様体で，複素数空間の中の実超曲面の幾何構造をモデル化したものである．
CR は，コーシー・リーマン，あるいは，複素 (Complex)・実 (Real) の省略形である．

## 導入
CR多様体のモデルは複素数空間 {\displaystyle \mathbb {C} ^{n}} 内の領域の滑らかな境界である.
領域 {\displaystyle \Omega \subset \mathbb {C} ^{n}} の滑らかな境界{\displaystyle M} について, 次で定義される複素化(complexified)された接束 {\displaystyle \mathbb {C} TM=TM\otimes \mathbb {C} } の部分ベクトル束 {\displaystyle L} を考えよう:
{\displaystyle L:=\mathbb {C} TM\,\cap \,T^{1,0}\mathbb {C} ^{n}.}
ここで, {\displaystyle T^{1,0}\mathbb {C} ^{n}} は {\displaystyle \mathbb {C} ^{n}} の正則接束を表すとする. このとき, {\displaystyle L} は次を満たす: 
- {\displaystyle [L,L]\subset L},
- {\displaystyle L\cap {\overline {L}}=\{0\}}.

ただし, {\displaystyle {\overline {L}}} は {\displaystyle L} の複素共役とする.

## 定義
CR多様体とは，微分可能多様体 {\displaystyle M} とその上の複素化(complexified)された接束 {\displaystyle \mathbb {C} TM=TM\otimes \mathbb {C} } の部分ベクトル束 {\displaystyle L} で次の条件を満たすものの組 {\displaystyle (M,L)} のことである: 
- {\displaystyle [L,L]\subset L}  ( {\displaystyle L} は可積分(integrable)である ),
- {\displaystyle L\cap {\bar {L}}=\{0\}}.

ここで, {\displaystyle {\overline {L}}} は {\displaystyle L} の複素共役とする. このとき，ベクトル束 {\displaystyle L} を多様体 {\displaystyle M} 上のCR構造という．
{\displaystyle L} の階数 {\displaystyle {\rm {rank}}_{\mathbb {C} }\,L} をCR次元, {\displaystyle \dim M-2\;{\rm {rank}}_{\mathbb {C} }\,L} をCR余次元という．
CR余次元が1のとき, {\displaystyle (M,L)} は超曲面型(hypersurface type)であるという.

## 擬凸性

### レヴィ形式
{\displaystyle M} を超曲面型のCR多様体とする．レヴィ形式 {\displaystyle h} は，直線束
{\displaystyle V={\frac {TM\otimes {\mathbb {C} }}{L\oplus {\bar {L}}}}}
に値を持つ {\displaystyle L} 上で定義されたベクトル値形式(vector valued form)で，
{\displaystyle h(v,w):={\frac {1}{2i}}[v,{\bar {w}}]\mod L\oplus {\bar {L}},\quad v,w\in L}
により与えられる．{\displaystyle h} は，可積分条件により，{\displaystyle v} と {\displaystyle w} が {\displaystyle L}  の切断へどのように拡張するかには依存せず，{\displaystyle L} 上の半双線型形式を定義する．この形式 {\displaystyle h} は，同じ形で束 {\displaystyle L\oplus {\bar {L}}} 上のエルミート形式へ拡張できる．この拡張された形式も，レヴィ形式と呼ばれることもある。
代わりに，レヴィ形式は双対性の言葉で特徴付けることもできる．V を消滅させる複素余接束の部分直線束を考えると，
{\displaystyle H_{0}M=V^{*}=(L\oplus {\bar {L}})^{\perp }\subset T^{*}M\otimes {\mathbb {C} }}
となる．各々の切断 α∈Γ(H0 M ) に対し，
{\displaystyle h_{\alpha }(v,w)=d\alpha (v,{\bar {w}})=-\alpha ([v,{\bar {w}}]),\quad v,w\in L\oplus {\bar {L}}.}
とする．形式 hα は α を伴う複素数値エルミート形式である．
多様体が超曲面型でない場合も，レヴィ形式の一般化が存在する．ただし，この場合，値は直線束でなく，ベクトル束となる．よって，レヴィ形式ではなく，構造のレヴィ形式の集まりという。
超曲面型の抽象的CR多様体について，レヴィ形式はその上に擬エルミート計量を与える．この計量は，正則接ベクトル上で定義されているだけでなく，退化している．

### 強擬凸, 擬凸, レヴィ平坦
{\displaystyle M} が超曲面型の CR 多様体で単一の函数 {\displaystyle F=0} で定義されているとする．このとき，{\displaystyle M} のレヴィ形式(エフゲニオ・エリア・レヴィ(Eugenio Elia Levi)の名に因む)とは、エルミート 2-形式
{\displaystyle h=i\partial {\bar {\partial }}F|_{L}}
のことを指す．レヴィ形式は {\displaystyle L} 上の計量を定める．{\displaystyle M} は，{\displaystyle h} が正定値であるとき，強擬凸(strictly pseudoconvex)と呼ばれ，{\displaystyle h} が半正定値のときは擬凸(pseudoconvex)と呼ばれる．CR多様体の理論の解析的な存在性と一意性の結果の多くは，レヴィ形式の強擬凸性によるものである．
この命名は擬凸領域の研究から来ている: {\displaystyle M} が {\displaystyle \mathbb {C} ^{n}} 内の(強)擬凸領域の境界であることと，CR多様体として(強)擬凸であることは同値である．

## その他の話題

### 接コーシー・リーマン作用素と接コーシー・リーマン複体
まず，接コーシー・リーマン作用素 {\displaystyle {\overline {\partial }}_{b}} を定義しよう．複素多様体の境界として実現されるCR多様体について，この作用素は {\displaystyle {\overline {\partial }}} の境界制限とみなすことができる．また，一般のCR多様体について(複素多様体の境界として実現されない場合も含めて)，定義することができる．これは Webster 接続を用いて記述される．作用素 {\displaystyle {\overline {\partial }}_{b}} は複体をなす，すなわち，{\displaystyle {\overline {\partial }}_{b}\circ {\overline {\partial }}_{b}=0} が成立する．この複体のことを接コーシー・リーマン複体，あるいは，コーン・ロッシ複体という．この複体とそのコホモロジー群についての基本的な文献として，Joseph. J. Kohn と Hugo Rossi によるものが挙げられる.

#### CR関数
作用素 {\displaystyle {\overline {\partial }}_{b}} により消える関数をCR関数といい，正則関数のアナロジーになっている．また，CR関数の実部をCR多重調和関数という．

#### コーンラプラシアン
接コーシー・リーマン複体に付随して，CR幾何学と多変数複素解析学において基本的な対象となるコーンラプラシアン {\displaystyle \Box _{b}} が次で定義される:
{\displaystyle \Box _{b}:={\overline {\partial }}_{b}{\overline {\partial }}_{b}^{*}+{\overline {\partial }}_{b}^{*}{\overline {\partial }}_{b}}
ここで，{\displaystyle {\overline {\partial }}_{b}^{*}} は {\displaystyle {\overline {\partial }}_{b}} の{\displaystyle L^{2}(M)} についての形式的共役を表すとする(体積形式は，CR構造に付随する接触形式から誘導されるものとする)．作用素 {\displaystyle \Box _{b}} は，非負自己共役である．コンパクトな強擬凸CR多様体について，作用素 {\displaystyle \Box _{b}} は正の離散固有値をもつ．その核空間は，CR関数から構成されるため，無限次元である．もし，作用素 {\displaystyle \Box _{b}} の正の固有値全体が正定数により下から抑えられていた場合，閉値域をもつ．

#### 具体例
具体例として，ハイゼンベルク群(Heisenberg group)の作用素 {\displaystyle {\overline {\partial }}_{b}} を考察してみよう．通常のハイゼンベルク群 {\displaystyle \mathbb {C} ^{n}\times \mathbb {R} } について，その上の左不変な正則ベクトル場
{\displaystyle L_{j}:={\frac {\partial }{\partial z_{j}}}+i{\overline {z}}_{j}{\frac {\partial }{\partial t}}(j=1,2,\dotsm ,n)}
を考える．ここで，{\displaystyle (z_{1},z_{2},\dotsm ,z_{n})\in \mathbb {C} ^{n},t\in \mathbb {R} } とする．このとき，関数 {\displaystyle u} について，
{\displaystyle {\overline {\partial }}_{b}u=\sum _{j=1}^{n}{\overline {L}}_{j}u\;d{\overline {z}}_{j}}
が成立する．ここで，{\displaystyle {\overline {L}}_{j}} は {\displaystyle L_{j}} の複素共役を表すとする．関数については {\displaystyle {\overline {\partial }}_{b}^{*}} は 0 であるから，ハイゼンベルク群における関数についてのコーンラプラシアンは次で与えられる:
{\displaystyle \Box _{b}=-\sum _{j=1}^{n}L_{j}{\overline {L}}_{j}.}
さて，次の交換子の計算に注意する:
{\displaystyle [L_{j},{\overline {L}}_{j}]=-2iT.}
ただし，{\displaystyle T:={\frac {\partial }{\partial t}}} とする. 上の等式を用いれば，簡単な計算によって，コーンラプラシアンが次のように書き換えられることがわかる:
{\displaystyle \Box _{b}=-{\frac {1}{2}}\sum _{j=1}^{n}(L_{j}{\overline {L}}_{j}+{\overline {L}}_{j}L_{j})+inT.}
右辺の1番目の項は，実作用素である(実際に，コーンラプラシアンの実部となっている)．これをサブラプラシアンといい，{\displaystyle \Delta _{b}} で表すことが多い．部分積分から，非負であることがすぐにわかる．このとき，{\displaystyle \Box _{b}=\Delta _{b}+inT} と表すこともできる．

### CR埋め込み問題
CR幾何学の基本的な問題のひとつとして，与えられたCR多様体が，複素数空間の実部分多様体として実現できるかという問題(CR埋め込み問題)がある．
大域的なCR埋め込み問題について，実5次元以上のコンパクトな強擬凸CR多様体については，Louis Botet de Monvel により肯定的に解決された．
実3次元の場合は，反例が存在する: 3次元球面 {\displaystyle S^{3}} の自然なCR構造を摂動したものは大域的に埋め込むことができない．この例は，Rossi の例と呼ばれる(実際には, Hans Grauert により構成された).
局所的なCR埋め込み問題について，実3次元の場合には， Louis Nirenberg による反例が存在する．実7次元以上の場合は，倉西正武(実9次元以上の場合)と赤堀隆夫(実7次元の場合)により肯定的に解決された．
実5次元の場合の局所的なCR埋め込み問題は，未解決である． 